# Ajvatovica
Ajvatovica je dovište u Europi. Nalazi se u blizini Prusca. Dovište je dobilo ime po Ajvaz-dedi, osobi koja je u Prusac došla nakon turskog osvajanja Bosne. Ajvaz-dedo je bio učena osoba, koja je neumorno radila na prosvjećivanju naroda i unaprijeđenju kraja u koji je došao.
Prusac je prije dolaska Ajvaz-dede imao problem s vodoopskrbom. Legenda kaže da je Ajvaz-dedo nedaleko od Prusca našao snažno vrelo, ali prema mjestu zakrčeno stijenom dugom 74 metra i visokom oko 30 metara. Stijena je ometala provođenje vodovoda, pa se Ajvaz-dedo 40 dana uzastopno rano molio Bogu neka razbije stijenu. Četrdesetog jutro učeći, nakon namaza, Ajvaz-dedo je zaspao i usnio da su se dva bijela ovna sudarila i razbila stijenu. Prenuvši se iz sna, ugledao je stijenu koja je pukla iz koje je izbila voda. Duž nastalog koridora kroz stijenu, nakon toga su položene drvene cijevi kroz koje je potekla voda u Prusac. U znak Božje blagodati ljudi su počeli pohoditi mjesto gdje se dogodilo raspuknuće stijene.
Ne zna se pouzdano kada je prvo pohođenje Ajvatovici održano. Zanimljivo je da pohod Ajvatovici svoje periodično vremensko određenje nalazi u tradiciji zemlje Bosne, jer se početak ne vezuje ni za muslimanski, kalendar po hidžri, niti za jedan od dva muslimanska blagdana, bajrama, nego obilježavanje Dana Ajvatovice pada u svaki sedmi ponedjeljak po Jurjevu.

## Vanjske poveznice
- Ajvatovica.ba - Mrežna stranica Ajvatovice  Arhivirana inačica izvorne stranice od 15. srpnja 2009. (Wayback Machine)